# Club de Golf Avándaro
Der Club de Golf Avándaro ist ein Golfplatz in Valle de Bravo, Mexiko.
Der Golfplatz ist an das Hotel Avándaro angebunden. Insgesamt verfügt der Platz über 18 Löcher hat ein Par von 72.
Im Rahmen der Olympischen Sommerspiele 1968 in Mexiko-Stadt fanden auf dem Gelände die Wettbewerbe im Vielseitigkeitsreiten statt. Der Club verfügte über Ställe für 120 Pferde.
| Loch | 1 | 2 | 3 | 4 | 5 | 6 | 7 | 8 | 9 | 10 | 11 | 12 | 13 | 14 | 15 | 16 | 17 | 18 | Gesamt |
| ---- | - | - | - | - | - | - | - | - | - | -- | -- | -- | -- | -- | -- | -- | -- | -- | ------ |
| Par  | 4 | 3 | 5 | 3 | 5 | 4 | 4 | 3 | 4 | 4  | 4  | 4  | 5  | 3  | 5  | 3  | 5  | 4  | 72     |